# Johnny Eng
Johnny Eng (chinesisch 伍少衡, Pinyin Wǔ Shǎohéng, Jyutping ng5 siu3 hang4) (* 1958 in Hongkong), auch bekannt als Onionhead und Machinegun Johnny, ist ein ehemaliger chinesischer Gangster und Anführer der Flying Dragons, einer  Triade aus Manhattan (New York City).
Ein ehemaliger Polizist Hong Kongs beschrieb Johnny Eng als prominent, charismatisch und gewalttätig. In den Medien wurde er auch als der John Gotti von Chinatown bekannt.

## Leben

### Krimineller Aufstieg
Geboren und aufgewachsen in Hongkong, kam Johnny Eng vermutlich im Alter von 13 Jahren aus Hongkong in die Vereinigten Staaten. Bereits in den 1970er Jahren wurde Eng mindestens fünfmal verhaftet.
In den frühen 1980er Jahren war Chinatown ein von chinesischen Clans organisiertes Viertel, in dem Rivalitäten im Bereich des Glücksspiels, der Drogen und der Erpressung vorherrschten. Zu dieser Zeit waren die Flying Dragons eine der berüchtigtsten Banden in Chinatown, mit 75–100 Mitgliedern.
Im Jahr 1983 wurde Johnny Eng Mitglied der Bande, die von Michael „The Scientist“ Chen kontrolliert wurde. Johnny wollte die Flying Dragons dem Heroin-Geschäft näher bringen, doch Michael Chen glaubte nicht an dieses Geschäft, während die Haupteinnahmen von Schutzgeldern und dem Glücksspiel stammten. So nimmt man an, dass innerhalb der Bande ein Kampf um die Vorherrschaft entstand, woraufhin Michael Chen im März 1983 durch 14 Kugeln ermordet und der 24-jährige Johnny Eng der neue Anführer wurde.
Die Bande stieg unter der Führung von Johnny Eng groß in den Heroin-Handel ein und verdiente somit Unsummen an Geld. Eng soll Polizeispitzeln Informationen über die Geschäfte anderer Gangs gegeben haben, um so seine Konkurrenz aus dem Weg zu räumen. Die DEA gründete die Sondereinheit 41, die auf asiatisches Heroin und dessen Schmuggler wie Johnny Eng angesetzt wurde.

### Flucht und Haft
Im Januar 1989 setzte Johnny sich nach Hong Kong ab, da er wegen Drogenhandels unter Anklage gestellt werden sollte und so wurde der Prozess vorerst ausgesetzt. In Hong Kong führte Johnny ein augenscheinlich normales Leben. Das I.C.A.C. Hong Kongs jedoch stieß bei Ermittlungen in einem Betrugsfall im Zusammenhang mit einem Prostitutionsring nach einer Razzia in einem Bordell zufällig in den Geschäftsbüchern auf den Namen Johnny Eng. Ganz unspektakulär wurde er von einem einzigen Ermittler bei seiner Geschäftsadresse festgenommen; er leistete keinen Widerstand. Johnny engagierte die besten Anwälte der Stadt, um einer Auslieferung an die U.S.A. zu entgehen.
Knapp drei Jahre später, im Oktober 1991, wurde er, trotz seines enormen Einflusses, letztendlich doch an die U.S.A. ausgeliefert und in 17 Punkten unter Anklage gestellt. Ironischerweise engagierte Johnny Gerald Shargel, den Spitzenanwalt von John Gotti, um sich vor Gericht verteidigen zu lassen. Nichtsdestotrotz befanden ihn die Geschworenen am 14. Dezember 1992 in 14 der 17 Anklagepunkte für schuldig und er wurde zu 24 Jahren Haft und einer Geldstrafe in Höhe von 3,5 Millionen US-Dollar verurteilt.
Man beschlagnahmte Millionen von US-Dollar und auch sein 200-Hektar-Anwesen in Newfoundland (Pennsylvania), auf dem er Mitglieder seiner Bande unbehelligt das Schießen mit automatischen Waffen üben ließ.
Johnny Eng wurde am 8. Dezember 2010 aus dem Gefängnis entlassen und verschwand. Circa 8 Monate später, am 13. Juli 2011, wurde Engs Frau Lori Eng (Chinesisch: 伍羅美玲) von einem Flying-Dragons-Mitglied namens David Chea (Chinesisch: 謝錦徵) in ihrer Wohnung in Queens (New York City) erschossen. Chea beging im Anschluss Selbstmord. Seit seiner Entlassung hörte man nichts mehr über Johnny Eng. Es wird angenommen, dass sein Cousin heute der Kopf der Bande ist.

## Dokumentationen
- 2012: Gangster – Ohne Skrupel und Moral; Staffel 1, Folge 5: Johnny Eng (Erstausstrahlung Deutschland 12. Oktober 2013) / OT: Machine Gun Johnny: Johnny Eng (Erstausstrahlung 28. August 2012)